# Ciclismo nos Jogos Olímpicos de Verão de 2008 - BMX masculino
A prova de BMX masculino do ciclismo olímpico ocorreu entre 20 e 22 de agosto na Pista de Motocross Laoshan.

## Medalhistas
| Ouro   | LAT Māris Štrombergs |
| Prata  | USA Mike Day         |
| Bronze | USA Donny Robinson   |

## Formato da competição
Cada um dos 32 ciclistas fez uma tomada de tempo de duas corridas individualmente no percurso para definir o balizamento das fases eliminatórias. Na primeira fase classificatória, os ciclistas foram divididos em quatro baterias. Em cada uma, os ciclistas desceram a pista três vezes, usando um sistema de pontos-por-colocação (semelhante à vela - o primeiro lugar ganha um ponto, o segundo lugar ganha dois pontos etc - avançam os que tiverem menos pontos). Os quatro melhores de cada bateria avançaram às semifinais, que ocorreram no mesmo formato. Os quatro primeiros de cada semifinal fizeram a final, em corrida única.

## Tomada de tempo
| Pos. | Atleta                     | Descida | Descida | Melhor tempo |
| Pos. | Atleta                     | 1ª      | 2ª      | Melhor tempo |
| ---- | -------------------------- | ------- | ------- | ------------ |
| 1    | USA Mike Day               | 36.127  | 35.692  | 35.692       |
| 2    | LAT Māris Štrombergs       | 35.910  | 36.198  | 35.910       |
| 3    | FRA Damien Godet           | 36.517  | 36.008  | 36.008       |
| 4    | LAT Artūrs Matisons        | 36.210  | 36.072  | 36.072       |
| 5    | NED Raymon van der Biezen  | 36.112  | 40.153  | 36.112       |
| 6    | COL Sergio Salazar         | 36.677  | 36.145  | 36.145       |
| 7    | COL Augusto Castro         | 36.301  | 38.445  | 36.301       |
| 8    | VEN Jonathan Suárez        | 37.120  | 36.325  | 36.325       |
| 9    | COL Andrés Jiménez         | 36.893  | 36.339  | 36.339       |
| 10   | ITA Manuel de Vecchi       | 37.309  | 36.351  | 36.351       |
| 11   | AUS Jared Graves           | 36.372  | DNF     | 36.372       |
| 12   | USA Kyle Bennett           | 36.491  | 36.421  | 36.421       |
| 13   | RSA Sifiso Nhlapo          | 36.867  | 36.428  | 36.428       |
| 14   | SUI Roger Rinderknecht     | 36.466  | DNF     | 36.466       |
| 15   | AUS Kamakazi               | 37.054  | 36.492  | 36.492       |
| 16   | LAT Ivo Lakučs             | 36.770  | 36.509  | 36.509       |
| 17   | NZL Marc Willers           | 36.725  | 36.519  | 36.519       |
| 18   | NED Rob van den Wildenberg | 36.522  | 39.167  | 36.522       |
| 19   | FRA Thomas Allier          | 37.176  | 36.649  | 36.649       |
| 20   | CZE Michal Prokop          | 37.127  | 36.689  | 36.689       |
| 21   | ARG Ramiro Marino          | 36.768  | 37.029  | 36.768       |
| 22   | AUS Luke Madill            | 36.923  | 36.795  | 36.795       |
| 23   | NED Robert de Wilde        | 36.803  | 50.268  | 36.803       |
| 24   | USA Donny Robinson         | 36.810  | 36.868  | 36.810       |
| 25   | ECU Emilio Falla           | 37.942  | 36.993  | 36.993       |
| 26   | CAN Scott Erwood           | 37.534  | 37.050  | 37.050       |
| 27   | ARG Cristian Becerine      | 37.756  | 37.253  | 37.253       |
| 28   | GBR Liam Phillips          | 37.392  | 37.470  | 37.392       |
| 29   | DEN Henrik Baltzersen      | 37.671  | 37.635  | 37.635       |
| 30   | NOR Sebastian Kartfjord    | 39.389  | 38.688  | 38.688       |
| 31   | HUN Vilmos Radasics        | 39.935  | 38.830  | 38.830       |
| 32   | JPN Akifumi Sakamoto       | 40.548  | 41.211  | 40.548       |

## Quartas de final

### Bateria 1
| Pos. | Atleta               | 1ª corrida | 2ª corrida | 3ª corrida   | Total |   |
| ---- | -------------------- | ---------- | ---------- | ------------ | ----- | - |
| 1    | USA Mike Day         | 1 (36.170) | 1 (36.080) | 1 (36.122)   | 3     | Q |
| 2    | NZL Marc Willers     | 4 (47.614) | 3 (36.253) | 2 (36.278)   | 9     | Q |
| 3    | USA Donny Robinson   | 6 (48.906) | 2 (36.235) | 3 (36.490)   | 11    | Q |
| 4    | COL Andrés Jiménez   | 2 (36.619) | 5 (36.939) | 4 (36.660)   | 11    | Q |
| 5    | VEN Jonathan Suárez  | 8 (53.614) | 4 (36.481) | 5 (36.789)   | 17    |   |
| 6    | ECU Emilio Falla     | 3 (37.080) | 6 (37.381) | 8 (1:02.877) | 17    |   |
| 7    | JPN Akifumi Sakamoto | 5 (48.487) | 8 (42.614) | 6 (40.046)   | 19    |   |
| 8    | LAT Ivo Lakučs       | 7 (53.300) | 7 (39.213) | 7 (57.461)   | 21    |   |

### Bateria 2
| Pos. | Atleta                    | 1ª corrida | 2ª corrida | 3ª corrida   | Total |   |
| ---- | ------------------------- | ---------- | ---------- | ------------ | ----- | - |
| 1    | RSA Sifiso Nhlapo         | 3 (36.796) | 2 (36.325) | 1 (36.507)   | 6     | Q |
| 2    | LAT Artūrs Matisons       | 1 (35.903) | 3 (36.819) | 2 (37.037)   | 6     | Q |
| 3    | NED Raymon van der Biezen | 4 (37.205) | 1 (35.878) | 5 (1:04.709) | 10    | Q |
| 4    | USA Kyle Bennett          | 2 (36.639) | 4 (37.146) | 8 (DNF)      | 14    | Q |
| 5    | DEN Henrik Baltzersen     | 8 (38.561) | 5 (39.083) | 3 (38.846)   | 16    |   |
| 6    | CZE Michal Prokop         | 7 38.535() | 7 (41.915) | 4 (56.171)   | 18    |   |
| 7    | GBR Liam Phillips         | 5 (37.773) | 6 (41.219) | 7 (1:27.010) | 18    |   |
| 8    | ARG Ramiro Marino         | 6 (38.202) | 8 (DNF)    | 6 (1:16.617) | 20    |   |

### Bateria 3
| Pos. | Atleta                     | 1ª corrida | 2ª corrida | 3ª corrida   | Total |   |
| ---- | -------------------------- | ---------- | ---------- | ------------ | ----- | - |
| 1    | LAT Māris Štrombergs       | 1 (36.762) | 1 (35.934) | 5 (40.628)   | 7     | Q |
| 2    | NED Rob van den Wildenberg | 2 (37.403) | 5 (37.024) | 1 (37.176)   | 8     | Q |
| 3    | ITA Manuel de Vecchi       | 3 (37.416) | 6 (37.284) | 2 (37.840)   | 11    | Q |
| 4    | AUS Kamakazi               | 7 (42.377) | 3 (36.785) | 3 (38.463)   | 13    | Q |
| 5    | COL Augusto Castro         | 4 (37.609) | 4 (36.992) | 6 (42.473)   | 14    |   |
| 6    | HUN Vilmos Radasics        | 6 (38.725) | 8 (39.220) | 4 (39.276)   | 18    |   |
| 7    | NED Robert de Wilde        | 8 (54.105) | 2 (36.237) | 8 (1:08.185) | 18    |   |
| 8    | CAN Scott Erwood           | 5 (37.989) | 7 (37.653) | 7 (50.052)   | 19    |   |

### Bateria 4
| Pos. | Atleta                  | 1ª corrida | 2ª corrida   | 3ª corrida | Total |   |
| ---- | ----------------------- | ---------- | ------------ | ---------- | ----- | - |
| 1    | AUS Jared Graves        | 1 (38.067) | 2 (36.496)   | 1 (36.076) | 4     | Q |
| 2    | ARG Cristian Becerine   | 2 (38.399) | 7 (42.733)   | 2 (36.985) | 11    | Q |
| 3    | SUI Roger Rinderknecht  | 8 (54.234) | 1 (36.462)   | 3 (37.136) | 12    | Q |
| 4    | FRA Damien Godet        | 3 (41.241) | 4 (40.221)   | 6 (38.023) | 13    | Q |
| 5    | COL Sergio Salazar      | 7 (54.216) | 3 (37.479)   | 5 (37.573) | 15    |   |
| 6    | FRA Thomas Allier       | 4 (41.594) | 5 (41.043)   | 7 (38.037) | 16    |   |
| 7    | AUS Luke Madill         | 6 (51.198) | 8 (1:02.432) | 4 (37.420) | 18    |   |
| 8    | NOR Sebastian Kartfjord | 5 (42.658) | 6 (42.625)   | 8 (38.821) | 19    |   |

## Semifinais

### Semifinal 1
| Pos. | Atleta                    | 1ª corrida   | 2ª corrida   | 3ª corrida | Total |   |
| ---- | ------------------------- | ------------ | ------------ | ---------- | ----- | - |
| 1    | USA Mike Day              | 1 (36.470)   | 1 (36.219)   | 3 (37.461) | 5     | Q |
| 2    | RSA Sifiso Nhlapo         | 3 (37.197)   | 3 (36.597)   | 2 (36.457) | 8     | Q |
| 3    | USA Donny Robinson        | 2 (36.832)   | 2 (36.462)   | 6 (56.249) | 10    | Q |
| 4    | COL Andrés Jiménez        | 4 (37.363)   | 4 (36.862)   | 5 (44.507) | 13    | Q |
| 5    | NED Raymon van der Biezen | 7 (55.121)   | 6 (37.258)   | 1 (36.200) | 14    |   |
| 6    | USA Kyle Bennett          | 5 (43.518)   | 5 (37.200)   | 4 (43.897) | 14    |   |
| 7    | LAT Artūrs Matisons       | 6 (53.379)   | 8 (1.17.170) | 8 (DNF)    | 22    |   |
| 8    | NZL Marc Willers          | 8 (1:22.619) | 7 (43.256)   | 8 (DNF)    | 23    |   |

### Semifinal 2
| Pos. | Atleta                     | 1ª corrida | 2ª corrida | 3ª corrida | Total |   |
| ---- | -------------------------- | ---------- | ---------- | ---------- | ----- | - |
| 1    | LAT Māris Štrombergs       | 1 (36.485) | 1 (35.969) | 1 (36.071) | 3     | Q |
| 2    | NED Rob van den Wildenberg | 3 (37.277) | 2 (36.360) | 4 (37.496) | 9     | Q |
| 3    | AUS Jared Graves           | 2 (36.904) | 5 (39.296) | 3 (37.242) | 10    | Q |
| 4    | FRA Damien Godet           | 4 (37.410) | 4 (36.707) | 6 (37.805) | 14    | Q |
| 5    | ARG Cristian Becerine      | 5 (37.480) | 8 (DNF)    | 2 (37.079) | 15    |   |
| 6    | AUS Kamakazi               | 7 (42.551) | 6 (41.256) | 5 (37.497) | 18    |   |
| 7    | SUI Roger Rinderknecht     | 8 (DNF)    | 3 (36.610) | 8 (48.734) | 19    |   |
| 8    | ITA Manuel de Vecchi       | 6 (38.018) | 7 (42.148) | 7 (38.208) | 20    |   |

## Final
| Pos. | Atleta                     | Tempo    |
| ---- | -------------------------- | -------- |
|      | LAT Māris Štrombergs       | 36.190   |
|      | USA Mike Day               | 36.606   |
|      | USA Donny Robinson         | 36.972   |
| 4    | COL Andrés Jiménez         | 39.137   |
| 5    | NED Rob van den Wildenberg | 39.772   |
| 6    | AUS Jared Graves           | 2:19.233 |
| 7    | RSA Sifiso Nhlapo          | DNF      |
| 8    | FRA Damien Godet           | DNF      |

- DNF: Não completou a prova.